# Никодим (Гонтаренко)
Епи́скоп Никоди́м (в миру Никола́й Макси́мович Гонтаре́нко; 29 июля (10 августа) 1873, хутор Становой, Валуйский уезд, Воронежская губерния — 22 января 1948, Почаев) — епископ Русской православной церкви, епископ Краснодарский.

## Биография
Родился 29 июля (10 августа) 1873 на хуторе Становой Валуйского уезда Воронежской губернии (ныне хутор Становое, Вейделевский район, Белгородской области)
В 1890—1901 годы был послушником Ново-Афонского Симоно-Кананитского монастыря (ныне Абхазия). С 1901 года — послушник у Успенской Почаевской лавры. 10 декабря 1904 года был пострижен в монашество. 5 мая 1905 рукоположен в сан иеродиакона. 15 августа 1909 года возведён у сан архидиакона. 27 марта 1923 года рукоположен в иеромонаха, 28 марта того же года возведён в сан архимандрита.
В 1932—1933 годы — наместник Успенской Почаевской лавры. В 1937 году окончил курс Иноческо-богословской школы при Успенской Почаевской лавре.
В 1941 году вошёл в состав Украинской православной автономной церкви, которая признавала себя частью Московского патриархата.
18 (31) августа 1942 года был хиротонисан во епископа Краснодарского. Хиротонию возглавил митрополит Алексий (Громадский), глава Украинской автономной православной церкви.
Прибыл в Краснодар и вступил в управление кафедрой, где, помимо него, действовала обновленческая епархия, возглавляемая Владимиром Ивановым. Возвращение в Почаевскую лавру состоялось перед освобождением Краснодара Красной Армией.
6—7 июня 1943 года в Ковеле, будучи уже викарием Волынской епархии, участвовал в Соборе епископов Украинской автономной церкви, служивших на территории генерального округа Волынь-Подолье. Собор избрал епископа Дамаскина (Малюту) преемником убитого Алексия (Громадского).
Епископ Никодим в 1943—1945 года был председателем духовного собора Почаевской лавры. После ареста в мае 1944 года настоятеля Почаевской лавры архиепископа Дамаскина (Малюты) священноархимандритом обители стал митрополит Киевский и Галицкий Иоанн (Соколов), была введена должность заместителя священноархимандрита, которую занял прибывший с Кубани заштатный епископ Никодим (Гонтаренко), который, по некоторым данным, в начале 1944 года имел титул «епископ Почаевский, викарий Кременецкой епархии».
При освобождении Украины от немецкой оккупации оставлен был на покое в Почаевской лавре. После образования 22 апреля 1945 года Львовско-Тернопольской епархии епископ Никодим (Гонтаренко) был освобождён от должности заместителя священноархимандрита Почаевской лавры и почислен на покой.
Скончался 22 января 1948 года в Почаевской лавре.